# Tetrameles nudiflora
Tetrameles nudiflora ist ein großer Baum aus der Familie der Tetramelaceae, es ist die einzige Art in Gattung der Tetrameles. Sie stammt aus Südostasien, Kambodscha, Vietnam, Myanmar, Laos bis Malaysia und Bangladesch.

## Beschreibung

### Vegetative Merkmale
Tetrameles nudiflora wächst als bis über 45 Meter hoher, laubabwerfender Baum. Es werden sehr hohe Brettwurzeln ausgebildet und der Stammdurchmesser kann bis zu 2 Meter betragen. Die Borke ist bräunlich bis gräulich und relativ glatt.
Die wechselständigen und länger gestielten Laubblätter sind an den Zweigenden angeordnet. Sie sind rundlich bis eiförmig und meist herzförmig, spitz bis zugespitzt und ganzrandig bis gezähnt oder kurzlappig. Die Blätter sind bis etwa 22 Zentimeter lang und bis 14 Zentimeter breit, der Blattstiel ist 7–15 Zentimeter lang. Sie sind oberseits schwach und unterseits dicht behaart. Die Nervatur ist drei- bis fünfzählig.

### Generative Merkmale
Tetrameles nudiflora ist zweihäusig getrenntgeschlechtlich diözisch. Die gestielten und endständigen, eingeschlechtlichen Blütenstände sind jeweils vielblütige Rispen mit feinhaariger Rhachis, die weiblichen sind hängend und wenig verzweigt. Die eingeschlechtlichen, fast sitzenden und kleinen Blüten sind meist vierzählig mit einfacher Blütenhülle, ohne Petalen. Sie stehen einzeln oder in kleinen Gruppen an den Blütenständen. Die weiblichen Blüten sind grün, die männlichen gelblich. Die männlichen Blüten, mit einem kleinen Blütenbecher, besitzen, kleine Deckblätter und einen kurz verwachsenen Kelch mit vier länglichen Lappen und meist 4 lange Staubblätter und es ist oft ein kleiner, stark reduzierter, kreuz- und diskusförmiger Pistillode vorhanden. Die weiblichen Blüten haben einen, mit dem unterständigen, einkammerigen Fruchtknoten verwachsen, becher- bzw. urnenförmigen, schwach vierkantigen und außen drüsigen, sowie schwach haarigen Kelch mit kleinen Spitzen, Zipfeln. Es sind meist 4 vorstehende Griffel mit einem Längsfalz und zungenförmigen Narben vorhanden.
Es werden kleine, bräunliche und mehraderige, urnenförmige und drüsige Kapselfrüchte gebildet, denen die Kelchzipfel und Griffel anhaften. Sie sind 5–6 Millimeter groß und sie öffnen sich an der Spitze durch eine rundliche Pore, die von den verwelkenden und einsackenden Griffeln gebildet wird. Die vielen, sehr kleinen, länglichen Samen sind braun und bis etwa 1 Millimeter groß.

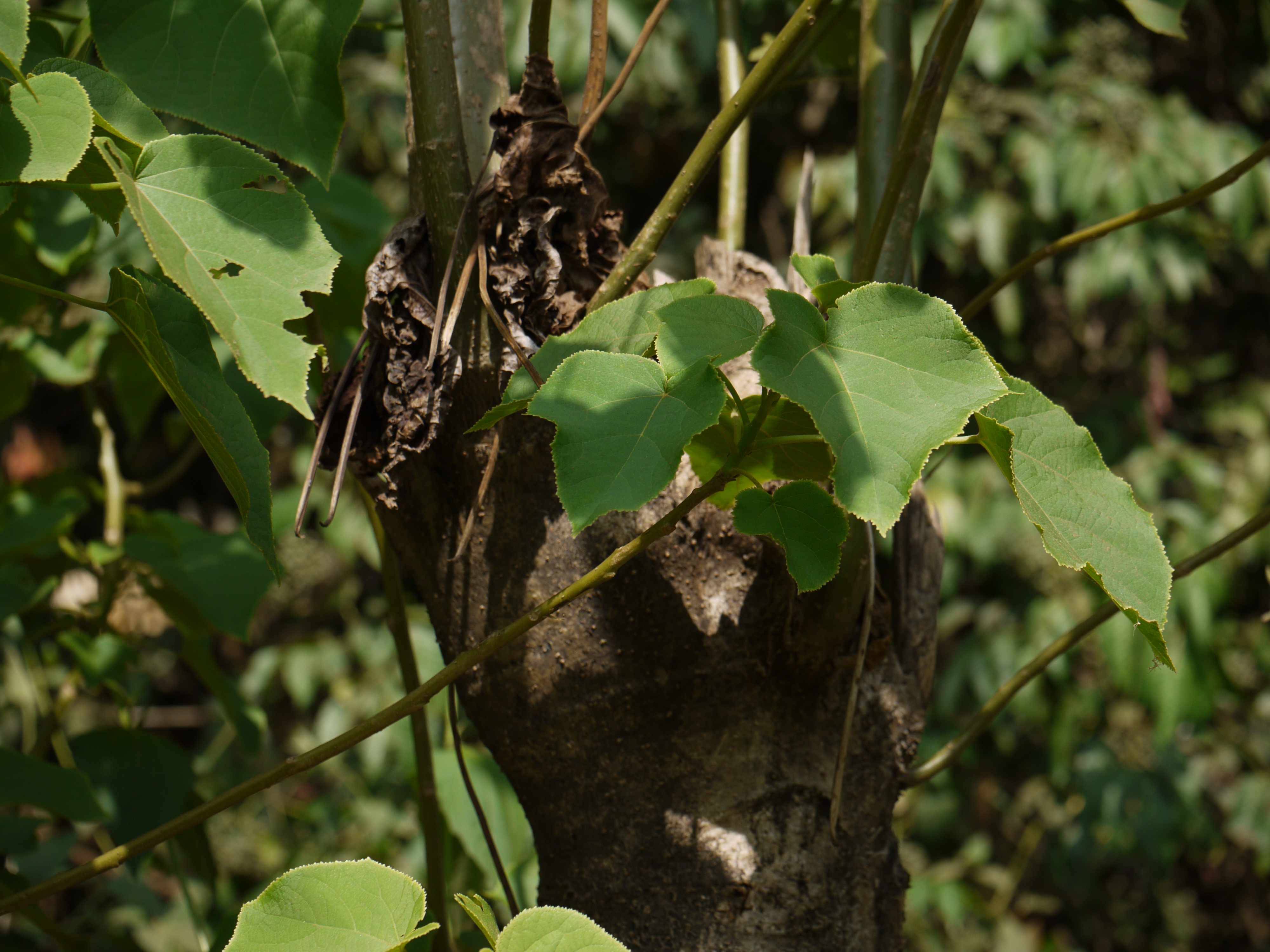
Blätter von Tetrameles nudiflora
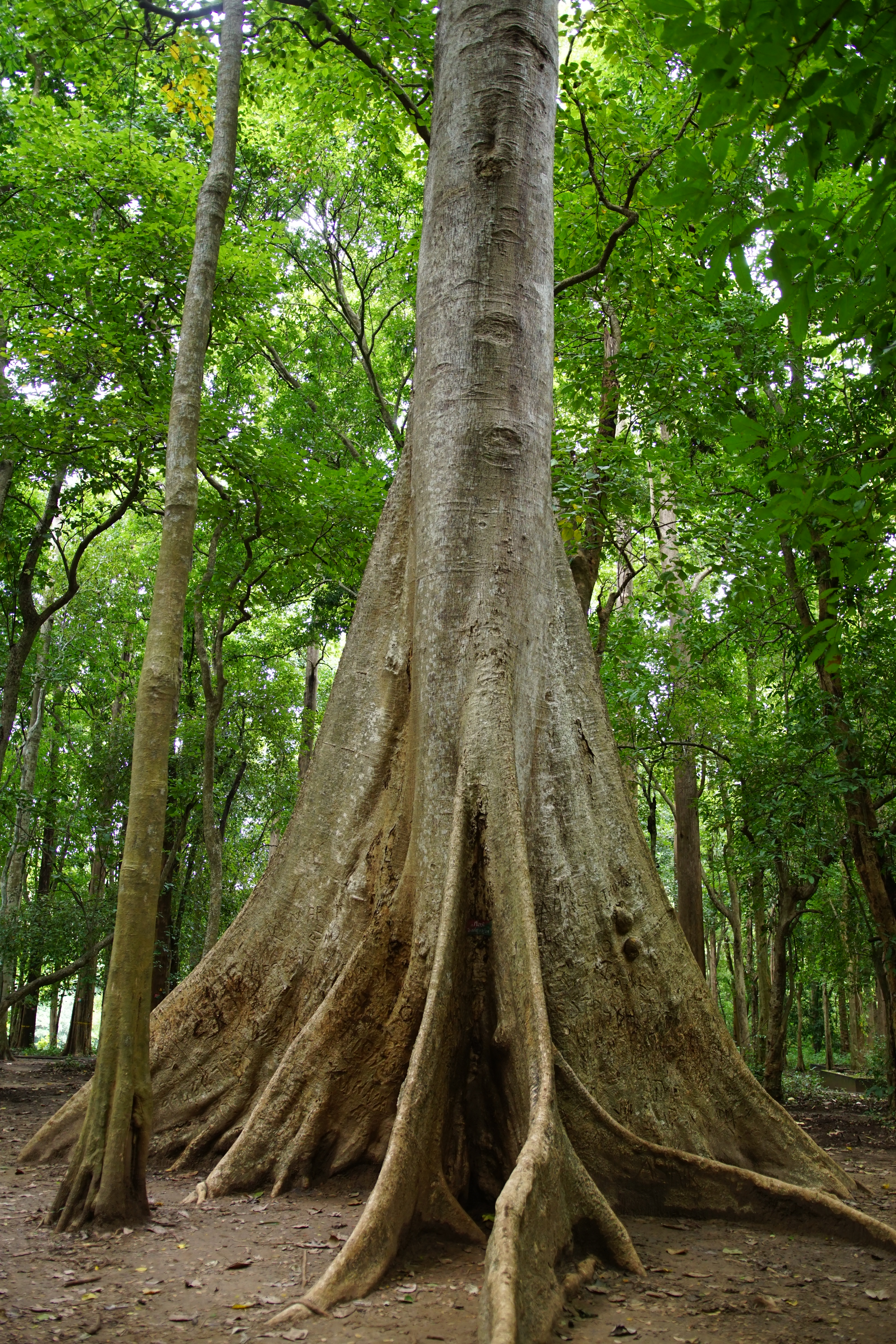
Brettwurzeln
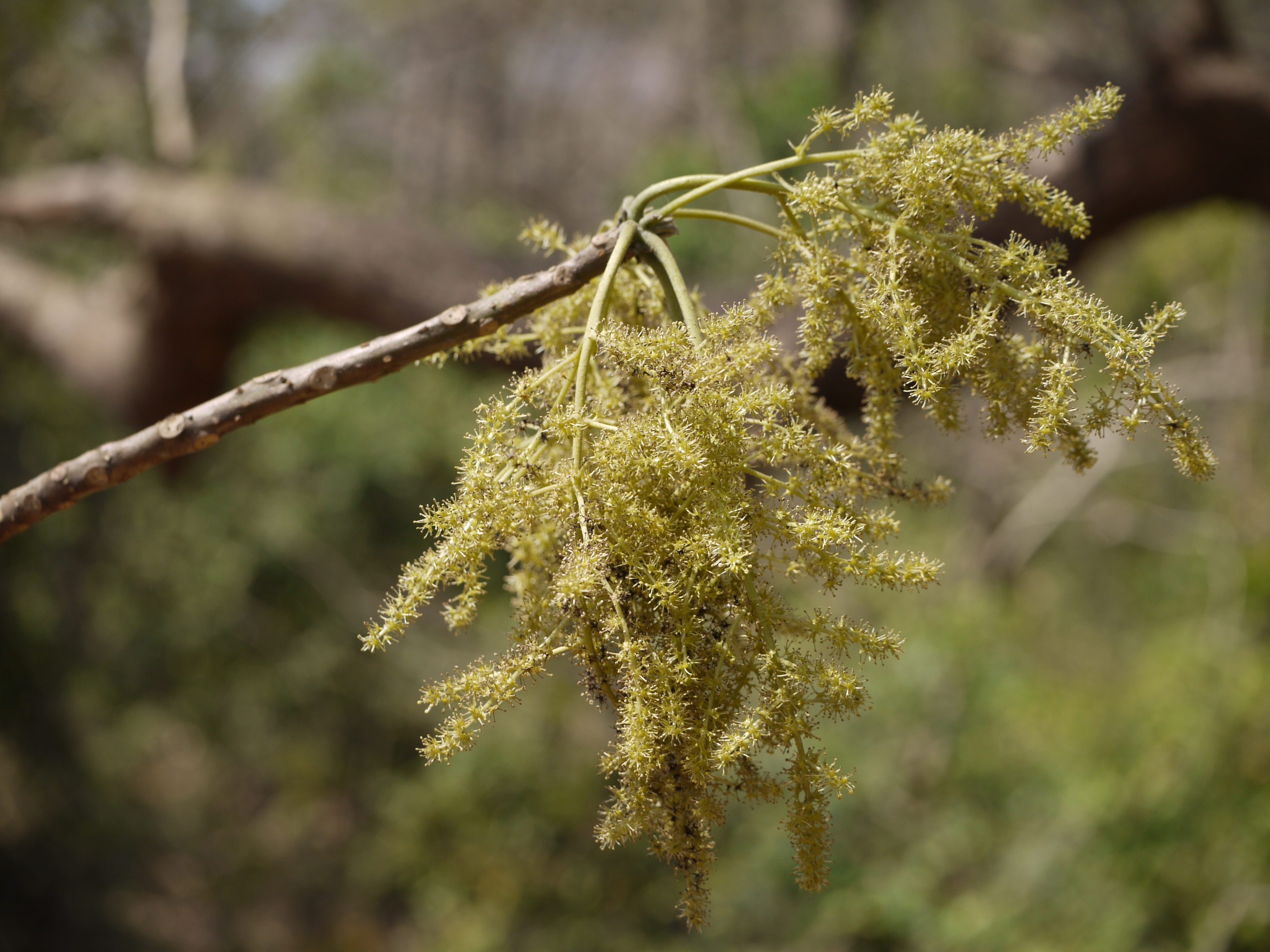
Männliche Blütenstände
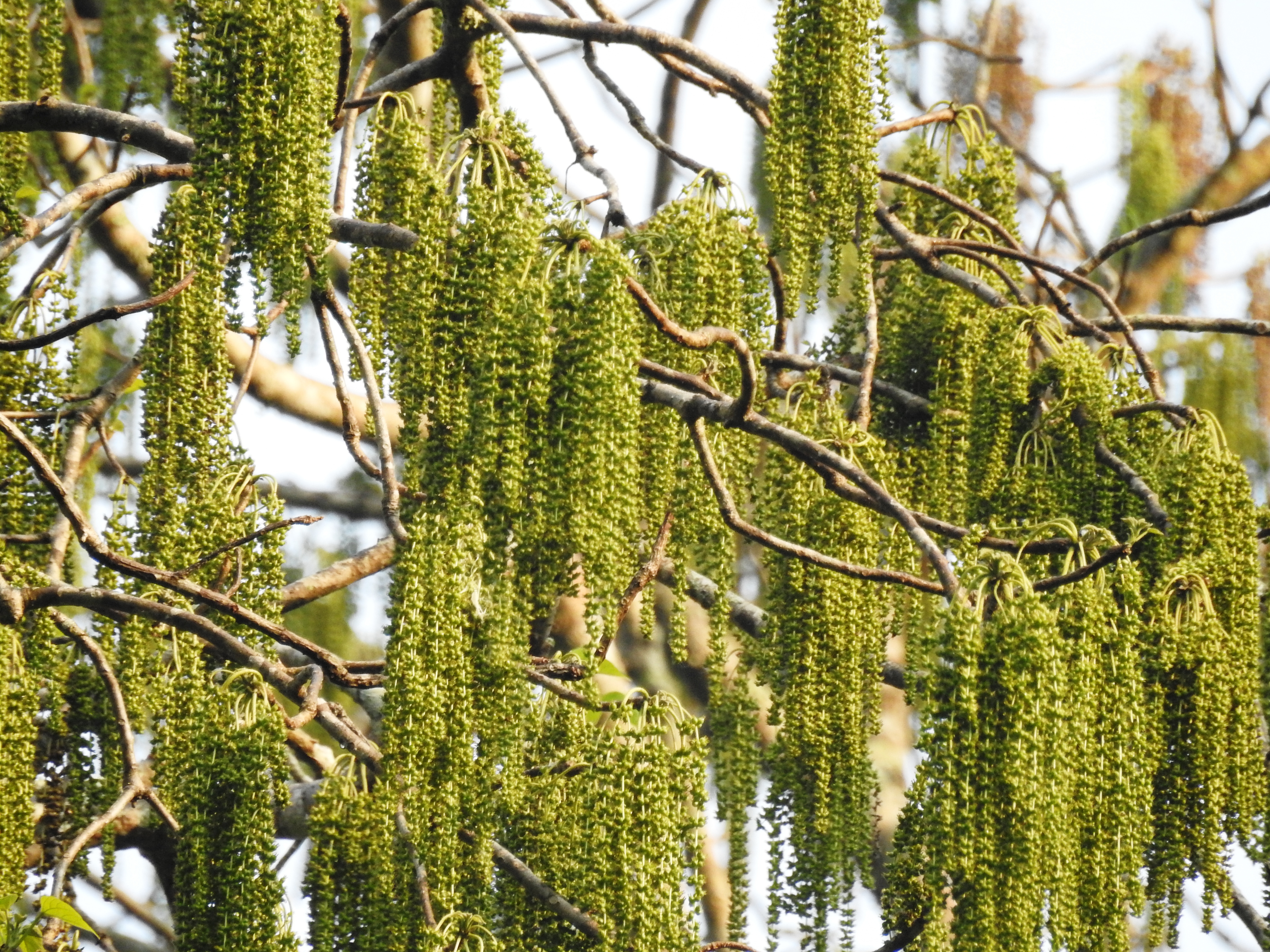
Weibliche Blütenstände

## Systematik
Die Erstbenennung (Nomen Seminudum) der Gattung Tetrameles erfolgt 1826 durch Robert Brown in Observations on the structure and affinities of the more remarkable plants S. 25 und ebenfalls in Narrative of travels and discoveries in Northern and Central Africa, App. XXII: 230, und die Erstbeschreibung der Gattung Tetrameles und der Art Tetrameles nudiflora erfolgte 1838 in J.J.Bennett, Plantae Javanicae Rariores 79, pl. 17.